# (7183) 1991 RE16
A (7183) 1991 RE16 a Naprendszer kisbolygóövében található aszteroida. Holt, H. E. fedezte fel 1991. szeptember 15-én.